# Chesley Bonestell
Chesley Bonestell (San Francisco, 1º gennaio 1888 – Carmel-by-the-Sea, 11 giugno 1986) è stato un artista, pittore e illustratore statunitense.
I suoi dipinti hanno avuto una grande influenza sull'illustrazione astronomica e di fantascienza e contribuirono a ispirare il programma spaziale statunitense. Fu uno dei pionieri dell'arte astronomica, insieme con l'astronomo e illustratore francese Lucien Rudaux, e perciò fu soprannominato "padre della moderna arte spaziale".

## Biografia

### Formazione
Bonestell nacque a San Francisco, California, da una famiglia in buone condizioni economiche. Rimasto precocemente orfano della madre, insieme a due sorelle fu educato dal padre e dal nonno.
Iniziò a disegnare all'età di cinque anni, e a dodici iniziò studi regolari di discipline artistiche.
A diciassette anni lavorò come disegnatore occasionale per la rivista di un'agenzia ferroviaria locale, che dava in pagamento dei biglietti gratuiti da utilizzare sui propri treni. Bonestell colse così l'occasione di recarsi con un amico presso la città di San Josè (California); l'obbiettivo principale dell'artista era quello di risalire a piedi il monte Hamilton, situato ad est della città statunitense. Sulla cima del promontorio, a 1280 metri sul livello del mare, era stato costruito tra il 1876 e il 1887 l'osservatorio Lick, contenente all'epoca il telescopio rifrattore più grande al mondo (914 millimetri di diametro). Chesley ebbe così l'occasione di osservare la Luna e Saturno con l'eccezionale strumento americano. L'esperienza avvenuta presso l'osservatorio californiano fu decisiva per il futuro del giovane Bonestell: egli infatti, ritornato presso la città natale, iniziò a disegnare per divertimento alcune immagini della Luna, di Saturno e di Marte come mi aveva veduti.
A diciotto anni Chesley si trovò nella situazione di dover lavorare di giorno per il padre e di frequentare di notte l'Hopkins Art Institut di San Francisco. Risultò evidente per la famiglia che il ragazzo non era affatto portato per gli affari, benché lavorasse già da diverso tempo nel settore, senza però alcun successo.
Bonestell studiò Architettura alla Columbia University di New York, presso la quale poté seguire direttamente i corsi del famoso poeta e matematico americano Frank Dempster Sherman. In futuro l'artista ricorderà con gratitudine il proprio docente per avergli insegnato la prospettiva, le sfumature e le ombre. Tecniche che gli vennero poi utili nel corso della sua fortunata carriera.

### Attività professionali
Pur avendo abbandonati gli studi al terzo anno riuscì a superare l'esame del California State Board of Architects e nel 1911 iniziò a lavorare per molti dei principali studi di architettura del tempo. Dal 1927 fu assistente di William Van Alen per il progetto della facciata, in stile art déco, del Chrysler Building. Nello stesso periodo progettò il Plymouth Rock Memorial, la sede della Corte Suprema degli Stati Uniti, il New York Central Building, un palazzo di uffici di Manhattan e condomini ed edifici in diverse città. Poi lavorò per illustrare il progetto del Golden Gate Bridge.
Nel 1938 tornò sulla costa occidentale degli Stati Uniti, trasferendosi a Hollywood, dove lavorò non accreditato come specialista degli effetti speciali, creando sfondi per vari film, tra cui Notre Dame (The Hunchback of Notre Dame, 1939), Quarto potere (1941) e L'orgoglio degli Amberson (1942).
Sebbene i successi lavorativi gli assicurassero fama e denaro, Bonestell non smise mai di provare interesse per l'astronomia e per l'arte fantascientifica, che trovava in quel periodo numerosi consensi sia negli USA che nei vecchio Continente. Egli stesso ricorderà, successivamente, d'essere stato particolarmente affascinato e poi ispirato dalle prime illustrazioni dell'artista e astronomo francese Lucien Rudaux (1874 – 1947), pubblicate sulla rivista statunitense National Geografic.
Sfruttando la sua nuova conoscenza nella tecnica cinematografica, Bonestell si rese conto di poter realizzare su tela nuove visioni interstellari: decise quindi di illustrare nuovamente Saturno sotto altri punti di vista mai sperimentati in precedenza dagli artisti moderni. Iniziò così a dipingere il pianeta stesso in fasi differenti, oppure osservandolo dai propri satelliti interni ed esterni, tra cui Titano, Mimas, Rhea e Giapeto. Nel 1948 Bonestell iniziò a fornire regolarmente copertine alle riviste di fantascienza americane, riproducendo sia nuove copie che vecchi successi. Nelle sue tavole non introdusse mai figure di extraterrestri, ma solamente astronauti ed astronavi di chiara provenienza terrestre.
Chesley Bonestell morì all'età di 98 anni a Carmel-by-the-Sea (USA).

### L'illustrazione astronomica
Grazie a oculati investimenti Bonestell aveva raggiunto l'indipendenza economica e perciò decise di tornare al suo primo interesse: l'illustrazione astronomica, che aveva continuato a coltivare privatamente.
Le sue conoscenze di tecnica della ripresa cinematografica e di costruzione di modelli in miniatura, combinate con la profonda conoscenza del disegno e della pittura (che lo spinsero a prendere le distanze, anche con toni polemici, da alcuni suoi colleghi ai quali rimproverava la scarsa conoscenza dei fondamenti del disegno), gli permisero di dare veste grafica ai suoi ambiziosi progetti di illustrazione astronomica. Il primo risultato fu una serie di dipinti di Saturno, rappresentato in diverse angolazioni e fasi e visto da molti dei suoi satelliti, pubblicata nel fascicolo del 29 maggio 1944 di Life, che riscosse un grande successo presso il pubblico.
Molto conosciuta la sua illustrazione del sistema stellare di Beta Lyrae (1964) vista da un suo ipotetico pianeta.

### Pioniere dell'"arte spaziale"
In quel periodo conobbe il divulgatore scientifico Willy Ley e, dietro suo suggerimento, cominciò a introdurre nei suoi dipinti navi spaziali e astronauti. Nel 1946 Life pubblicò una serie di sue illustrazioni, concernenti una missione spaziale Terra-Luna con equipaggio.
Ben presto altre riviste cominciarono ad avvalersi della sua collaborazione. Tra esse Look, Coronet, Pic magazine, Scientific American (il cui fascicolo di ottobre del 1948 pubblicò in copertina un'immagine del Sole visto da Mercurio), Air trails, Astounding Science Fiction, The Magazine of Fantasy and Science Fiction, Science Fiction e Galaxy.
Continuò pubblicando altri dipinti che furono pubblicati dalle principali riviste, molti dei quali furono poi raccolti nel best seller The Conquest of Space (1949), realizzato in collaborazione con Willy Ley. In esso veniva fatto autorevolmente il punto sulle conoscenze astronautiche e si offrivano spunti per i programmi avvenire. Il grande realismo delle tavole di Bonestell, riferì in una recensione Arthur C. Clarke, spinse diversi lettori a considerarle non dipinti ma vere fotografie a colori.
Collaborò ancora con l'industria cinematografica offrendo la sua consulenza artistica e tecnica per la realizzazione degli effetti speciali dei film prodotti da George Pal, tra cui Uomini sulla Luna (Destination Moon, 1950), La guerra dei mondi (The War of the Worlds, 1953), Quando i mondi si scontrano (When Worlds Collide, 1951), La conquista dello spazio (Conquest of Space, 1955) e Quei fantastici razzi volanti (Cat-Women on the Moon, 1953).

## Gli articoli inCollier's
Nel 1951 Cornelius Ryan, direttore della rivista Collier's, chiese la collaborazione di Wernher von Braun per organizzare un simposio sul volo spaziale, che si svolse al Planetario di New York con l'intervento di autorevoli esperti. Successivamente Von Ryan chiese a Wernher von Braun di rielaborare quei contributi in una serie di articoli sulle prospettive del volo spaziale.
Essi apparvero su Collier's tra il 1952 e il 1954, col titolo collettivo di The Conquest of Space, con illustrazioni di Bonestell, e vennero poi ristampati in tre libri intitolati Across the Space frontier, Conquest of the Moon ed Exploration of Mars. In essi furono esaminati gli aspetti astronomici, tecnici, economici e medici di un ipotetico programma spaziale, dalle missioni in orbita bassa alla costruzione di stazioni spaziali, alle esplorazioni della Luna e di Marte, con un'analisi della possibilità della presenza di vita sul Pianeta rosso. Per la prima volta il volo spaziale, che fino ad allora era considerato realizzabile in un futuro molto lontano, apparve possibile con la tecnologia esistente a metà degli anni cinquanta, dimostrando che il vero problema era nelle scelte politiche e nei finanziamenti.
Si stima siano stati letti da 42 milioni di persone.

### La guerra fredda e lo shock del lancio dello Sputnik
La straordinaria influenza dei contributi di von Braun e Bonestell sull'opinione pubblica statunitense spinse molti a scegliere quali professioni l'astronomia e l'ingegneria aerospaziale.
La loro popolarità ebbe un ruolo, dopo la doccia fredda dei primi lanci di satelliti da parte dell'Unione Sovietica e nel clima di tensione della Guerra fredda, nel convincere il Governo statunitense a dare il via ai programmi spaziali.
Bonestell continuò a lavorare anche dopo l'inizio dell'era spaziale, integrando nei suoi lavori le conoscenze acquisite tramite le missioni spaziali con e senza equipaggio.

## Influenza culturale
Persona di ampia cultura non solo artistica, Bonestell ebbe modo di confrontarsi anche con gli astronomi Robert S. Richardson e Gerard Kuiper.
I suoi quadri sono apprezzati dai collezionisti ed esposti in istituzioni come il National Air and Space Museum e la National Collection of Fine Arts. La sua tavola di Saturno visto dal suo satellite Titano è stata ripubblicata molte volte ed è probabilmente una delle immagini di tal genere più conosciuta anche dai non specialisti.
Wernher von Braun, elogiandone l'opera, scrisse: «Nei miei anni di collaborazione con Chesley ho imparato a rispettare, addirittura a temere, la mania per la perfezione di questo straordinario artista. Il mio archivio è pieno di disegni di razzi che avevo preparato per aiutarlo nel suo lavoro, e che egli mi ha restituito con domande dettagliate e pertinenti o con critiche feroci per qualche svista o incoerenza.»
«Non ho dubbi» dice Joseph Chamberlain, direttore dell'Adler Planetarium «che Chesley Bonestell, con le sue meravigliosamente accurate rappresentazioni sia degli obiettivi da esplorare che degli strumenti dell'era spaziale, ci abbia aiutato a creare lo scenario per quel che era certamente a venire. [...] Senza Bonestell e le sue opere d'arte, l'era della NASA avrebbe potuto essere rimandata di molti anni, o potrebbe non essersi ancora verificata».
Robert A. Heinlein citò Bonestell una prima volta nel suo romanzo per ragazzi del 1958 La tuta spaziale, poi nel 1961 nel suo romanzo Straniero in terra straniera.
Le opere di Bonestell furono riprese anche dagli illustratori di popolari media italiani, come i settimanali Epoca e Sapere, e l'enciclopedia Conoscere. In quest'ultima le tavole furono ridisegnate da Alessandro e Antonio Fedini.
Nell'episodio Una seconda opportunità della serie tv Star Trek: The Next Generation, un giovane capitano Picard è coinvolto in una rissa con gli alieni presso l'impianto di Bonestell Recreation, uno spazioporto evidentemente intitolato alla memoria dell'artista.

## Riconoscimenti
Bonestell ricevette diversi premi, tra i quali la medaglia di bronzo assegnato dalla British Interplanetary Society.
Nel 1976 gli fu assegnato il Premio Klumpke-Roberts
Gli sono stati intitolati il cratere Bonestell su Marte e l'asteroide 3129 Bonestell.

### Pubblicazioni di Bonestell edite in lingua italiana
- Al di la delle frontiere dello spazio, a cura di Cornelius Ryan, Milano, Mondadori, 1953.
- Willy Ley, La conquista dello spazio, Milano, Bompiani, 1950.
- Willy Ley, Wernher von Braun, L'esplorazione di Marte, Milano, Feltrinelli, 1959.

### Saggi critici
- (EN) Dona A. Jalufka e Christian Koeberl, Moonstruck: How Realistic Is The Moon Depicted In Classic Science Fiction Films?, in Earth, Moon, and Planets, vol. 85-86, 1999,  pp. 179-200, qui pp. 184-185, DOI:10.1023/A:1017015931543.
- Vittorio Marchis, Von Braun. Il prussiano che conquistò lo spazio, in I grandi della scienza, vol. 3, n. 15, 2000,  pp. 87-89, ISSN 1126-5450 (WC · ACNP).
- Ron Miller, Le visioni astronomiche di Chesley Bonestell, in Le scienze, vol. 53, n. 311, 1994,  pp. 64-69.